# Александровка (Дрибинский район)
Алекса́ндровка (бел. Аляксандраўка) — деревня в составе Черневского сельсовета Дрибинского района Могилёвской области Республики Беларусь.

## Население
- 1999 год — 6 человек
- 2010 год — 3 человека